# Guess

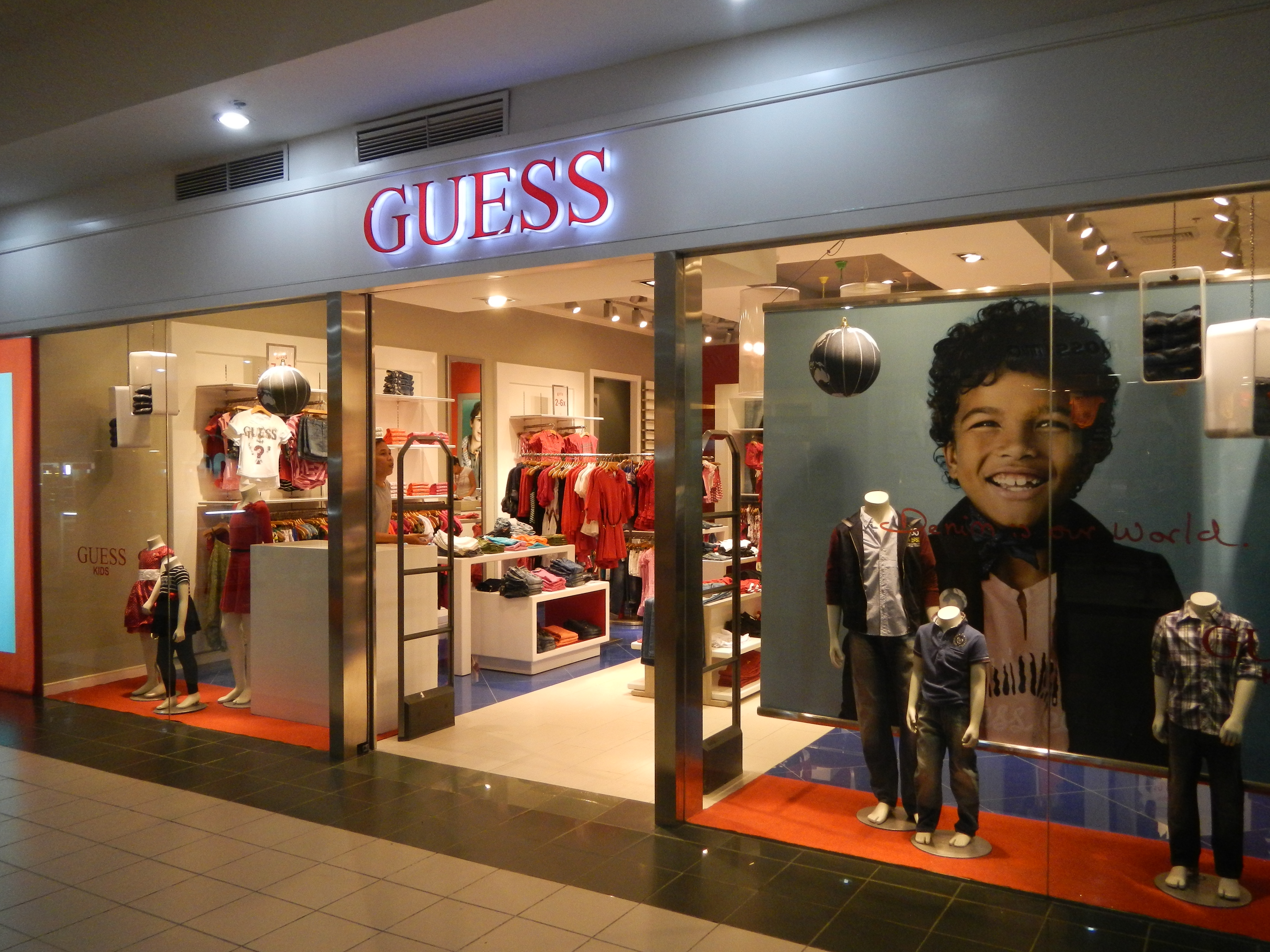
Een winkel van het merk Guess in Cabanatuan City

Guess is een Amerikaans kledingmerk en detailhandelaar. Dit merk verkoopt kleding voor zowel mannen als vrouwen, bij dit merk zijn ook accessoires zoals kettingen, horloges, sieraden, schoenen en tassen.